# Bačkovík
Bačkovík (hongrois : Bátyok) est un village de Slovaquie situé dans la région de Košice.

## Histoire
Première mention écrite du village en 1329.

## Démographie

### Évolution de la population
| Année:               | 1994. | 2004.    | 2014.    | 2024. |
| -------------------- | ----- | -------- | -------- | ----- |
| Nombre de personnes: | 367   | 411      | 516      | 645   |
| Différence:          |       | +11,98 % | +25,54 % | +25 % |

| Année:               | 2023. | 2024.   |
| -------------------- | ----- | ------- |
| Nombre de personnes: | 624   | 645     |
| Différence:          |       | +3,36 % |